# Réserve naturelle de Cerro Quiabuc-Las Brisas
La réserve naturelle de Cerro Quiabuc-Las Brisas (en espagnol Reserva Natural Cerro Quiabuc-Las Brisas) est une réserve naturelle et une des 78 aires protégées du Nicaragua, créée en 1991.

## Géographie

### Situation
La réserve est située à Estelí, dans le département du même nom, et couvre une superficie de 146,27 kilomètres carrés. Elle se situe dans la vallée de l'Estelí, et est coupée par les rivières La Sirena et San Roque, qui finissent par rejoindre l'Estelí. L'accès est seulement possible par automobile dû à la difficulté du terrain et se fait à partir du village de La Montañita.

### Géologie
La vallée de l'Estelí est en fait un plateau volcanique formé par un soulèvement de roches volcaniques comme de l'ignimbrite, de la basalte ou de l'andésite arrivé durant la Pliocène. Cette activité a formé les sommets avoisinants de Las Brisas, La Flor, el Volcán et Pajarito. 

## Histoire
Cerro Quiabuc-Las Brisas est créée par décret national le 4 novembre 1991, nouvelle qui est relayée par le journal gouvernemental, La Gaceta (es). 

## Patrimoine naturel
La végétation est composée de forêts de pins ainsi que de forêts mixtes, parsemés de chênes et de petits feuillus. On retrouve de orchidées en grand nombre.
Les animaux qui habitent ces forêts incluent des lapins, des tatous, des pics roux, des vautours et des urubus noirs, mais s'y trouvent aussi par occasion des cerfs et des pécaris.

## Activités sportives
Il est possible d'y effectuer de la randonnée pédestre, de l'observation d'oiseaux ou se baigner dans les chutes de la Golondrina. Le camping est aussi possible.